# Английска колониална империя
Английската колониална империя е съвкупност от областите, които са заселени, завладени или закупени от Кралство Англия между 16 и 18 век. Понятието е въведено, за да се разграничат тези ранни английски задморски владения от по-късните, известни като Британска империя
Първата английска колонизация е днешната Ирландия. В същото време, успоредно с уреждането на Ирландия, Англия започва да установява колонии в Северна Америка и Карибския басейн. След това империята започва изграждането на търговски бази, наречени „фактория“ в Индия и Индийския субконтинент, първият от които е в Сурат.

## Прерастване в Британска империя
През 1707 г. с Акта за уния кралство Англия се обединява с кралство Шотландия и се създава кралство Великобритания, чиито колонии образуват Британската империя.

## Английски владения, които продължават да са британски задморски територии
Сред британските задморски територии са следните:
- Бермудски острови
- Търкс и Кайкос
- Кайманови острови
- Монсерат
- Ангуила
- Гибралтар
- Питкерн